# Laliostominae
I Laliostomini (Laliostominae Vences e Glaw, 2001) sono una sottofamiglia di anfibi anuri della famiglia Mantellidae, endemici del Madagascar.

## Tassonomia
La sottofamiglia comprende i seguenti generi e specie:
- Aglyptodactylus Boulenger, 1919
  - Aglyptodactylus australis Köhler, Glaw, Pabijan, and Vences, 2015
  - Aglyptodactylus chorus Köhler, Glaw, Pabijan, and Vences, 2015
  - Aglyptodactylus inguinalis Günther, 1877
  - Aglyptodactylus laticeps Glaw, Vences, and Böhme, 1998
  - Aglyptodactylus madagascariensis (Duméril, 1853)
  - Aglyptodactylus securifer Glaw, Vences, and Böhme, 1998
- Laliostoma Glaw, Vences, and Böhme, 1998
  - Laliostoma labrosum  (Cope, 1868)